# Valborg Aulin
Laura Valborg Aulin (Gävle, Suècia, 9 de gener de 1860 – Örebro, 13 de març de 1928) fou una pianista i compositora sueca. Dues obres d'Aulin, el Quartet de corda en mi menor, op. 17 i el Quartet de corda en fa menor, són les composicions musicals sueques més importants d'aquest gènere de la dècada del 1880.

## Biografia
Els dos pares d'Aulin, Lars Axel Alfred i Edla Aulin, de soltera Holmberg, estaven relacionats d'una manera o una altra amb la música. La seva mare, Edla Aulin, havia volgut desenvolupar una carrera com a cantant, però la mala salut l'havia fet abandonar la seva carrera. El pare d'Aulin era un erudit dels clàssics, amb un doctorat en grec sobre el poeta Cal·límac de Cirene. També va treballar en una escola secundària d'Estocolm, on va ensenyar llengües clàssiques. Mentre era estudiant a la Universitat d'Uppsala, el pare d'Aulin va desenvolupar una gran estimació a la música de cambra, i finalment es va convertir en un gran violinista aficionat, arribant a tenir un lloc a la Societat Mazer String Quartet, tocant la viola i el violí.
La carrera musical de Laura Valborg Aulin va començar amb les classes de piano que va fer amb la seva àvia, que van continuar quan teia dotze anys amb Hilda Thegerström. Aulin va arribar a conèixer Albert Rubenson, llavors director de la Reial Acadèmia Sueca de Música. Va continuar a l'acadèmia als disset anys, amb l'estudi de composició amb Rubenson. Aulin també va ser tutoritzat al Reial Conservatori de Música d'Estocolm per Herman Behrens i Ludvig Norman. Norman va ser un important defensor d'Aulin durant la major part de la seva vida i quan Norman va morir el 1885, Aulin va compondre el Pie Jesu Domine per a cor i orquestra. El 1880, Aulin va fer la seva primera actuació pública a Söderköping, i va anar de gira amb el seu germà Tor Aulin a Norrland. Aulin va estudiar piano i composició durant cinc anys abans de guanyar una beca de viatge Jenny Lind Mendelssohn per assistir a tutorials de piano a l'estranger. El 1886, Aulin va viatjar a Copenhaguen per continuar els estudis amb Niels Wilhelm Gade durant un any i el 1887 va viatjar a París, on va romandre tres anys ampliant estudis de composició amb la pianista E. Bourgain i amb Jules Massenet, Ernest Guiraud i Benjamin Godard. A París, Aulin va estrenar dues obres: Tableaux Parisiens per a orquestra i Procul este per a veu solista, cor i orquestra de corda.
En tornar a Suècia, Aulin va començar una carrera com a professora, pianista i compositora. Com a professora, va complementar els seus ingressos ensenyant piano, contrapunt, composició i harmonia. Paral·lelament, Aulin va continuar component i entre 1887 i 1901 va oferir alguns recitals de les seves composicions. Com a pianista, va tocar sovint amb el seu germà, Tor Aulin, i amb altres músics va formar l'Aulin Quartet, tocant música com ara el Quartet amb piano de Camille Saint-Saëns i el Quartet en Sol menor de Wolfgang Amadeus Mozart.
A més de molts lieder i peces per a piano sol, les seves composicions inclouen dos quartets de corda (en Fa major i en Mi menor) i música d'orgue.
Quan tenia quaranta-tres anys, Aulin va decidir traslladar-se de la capital a Örebro, una ciutat a uns 160 kilòmetres a l'oest. Allà Aulin va començar a treballar com a professora, organista, pianista i organitzant concerts, però va deixar de compondre. Els motius de la seva marxa no s'han determinat mai. L'American Scholar planteja que els motius pels quals possiblement es va cansar foren els reptes constants als quals s'enfrontava pel que fa a la cultura musical a Estocolm, sobretot perquè Aulin era dona. També s'argumenta que tenia certes dificultats amb la seva mare. El Patrimoni Musical Suec planteja les mateixes raons. Altres motius suggerits per la Societat d'Art Musical de Suècia inclouen el fet que el Quartet Aulin va deixar d'actuar gradualment i la mort prematura del compositor Ludvig Norman, juntament amb altres membres de la seva estructura de suport. Això, combinat amb la manca d'amics, pot haver estat un altre dels motius de la marxa d'Estocolm. De qualsevol manera, l'obra d'Aulin es representava cada cop menys i finalment quedaria oblidada. Va ser només l'any 1991 que el Quartet núm. 2 va rebre la seva següent actuació.

## Composicions
L'obra d'Aulin consta de dos tipus d'obres, composicions per a piano i composicions per a veu i piano, d'obres útils per a músics amb poca experiència i per a músics professionals. Així ho demostren les dedicatòries a cantants com ara a la cantant d'òpera sueca Dina Edling i la professora de música Hilda Thegerström.
Amb l'excepció de Grande sonate sérieuse pour le piano [Fa menor], Sonata per a piano opus 14, les composicions per a piano tenen un sol moviment. Aquestes composicions són peces d'ànim en què el títol ja defineix el caràcter de les peces. El protagonisme de les obres d'un sol moviment és desconcertant, ja que Aulin era una pianista consumada i era més que capaç de tocar composicions més llargues. El Patrimoni Musical Suec ha plantejat que la possible raó era que Aulin volia que es publiquessin més treballs d'obres més petites, donat que es venien millor que les obres més grans.
Les composicions d'Aulin per a veu solista i piano solen ser cançons artístiques més que romanços. La major part del text de les composicions eren poemes escrits per Karl Alfred Melin. Les altres peces de text van ser escrites principalment pel compositor Ludvig Norman. Altres persones d'interès van ser el poeta suec Carl David af Wirsén i el lletrista i poeta finlandès-suec Johan Ludvig Runeberg.
L'obres amb més transcendència són els dos quartets de corda. Aulin va escriure l'últim quartet quan tenia vint-i-nou anys. No és clar per què no va tornar a escriure altres quartets més endavant en la seva vida.

### Obres orquestrals amb diversos moviments
- Tableaux Parisiens, suite orquestral op. 15, 1886[5]

### Cor mixta cappella
- Tres cançons per a cor mixt a capella, opus 5
- Dos cors a capella per a veus mixtes, opus 24

### Cor mixt i instruments
- Cançó de Nadal per a cor mixt i acompanyament d'orgue, opus 23

### Cor mixt i orquestra
- Pie Jesu Domine, Missa sollemnis, opus 13
- Veni sanctu spiritus [sic], himne (Veni sancte spiritus), opus 32

### Cor mixt amb veu solista i orquestra
- Herr Olof (På ängen under det mörka fjället, Carl David af Wirsén), balada per a tenor sol, cor i orquestra op. 3, 1880[6]
- Procul este (Gå stum, ja stum, Carl David af Wirsén), poema líric per a soprano solo, cor, orquestra i arpa op. 28, 1886[7]

### Cor femení i instruments
- Tres cors per a veus femenines amb acompanyament de piano[8]

### Veu i piano
- Carina, 1891[9]
- Der Todtengräber, per a veu de baix i piano[10]
- Det finns en gosse och han är min, 1884[11]
- Quatre cançons de l'opus 9 de Buch der Lieder de Heine[12]
- För länge se'n[13]
- Kom!, 1881[14]
- Roddaren, 1881[15]
- Saknaden, 1886[16]
- Skärgårdsvisa[17]
- Säg ej så,[18]
- Dues cançons per a una veu i piano opus 19,[19]
- Vid Rånö ström opus 18, 1890[20]
- Ynglingen, 1881[21]

#### Obres no categoritzades
- Borta. Desapareguda
- Der Totengräber (Ich grabe). Per a baix i piano.
- Där kärlek i hjertat bott en gång
- Hvad du sörjer öfver och är så blek
- O! du somrtid
- Saknaden (I skogen finns ej mer en gren, Johan Ludvig Runeberg). Perduda.
- Vid Rånö ström (Midsommarnatten drog som ett flor öfver mark och ängar, Karl Alfred Melin) op. 18
- Skärgårdsvisa (När solen sjunker i eld och lågor, Karl Alfred Melin), 1892
- Säg ej så (Thomas Moore)
- Var det en dröm? (Karl Alfred Melin).
- Vårsång
- För länge se'n (Den gamla, gamla visan, Karl Alfred Melin), després de 1896
- Quatre cançons del Buch der Lieder d'Heine per a veu i piano, dedicades a Charlotte Asplund (de soltera Senmark) op. 9.
  - 1. Deine weissen Lilienfinger (Dina liljehvita fingrar)
  - 2. Es fällt ein Stern herunter, també per a baix i piano
  - 3. Ich stand in dunklen Träumen (Jag stod försänkt i drömmar), també per a baix i piano
  - 4. Der Mond ist aufgegangen (Fullmånen sin strålflod gjuter)
- Vaggsång, dedicada a Fritz Arlberg op. 10 (Josef Julius Wecksell), cançó de bressol

### Violí i piano
- Album leaf, 1989[22]
- Elegie opus 8 núm. 3 1880-1890[23]
- Sonata per a piano i violí en sol menor[24]

- Balada i Noveletta.
- Albumblad, originalment per a piano. Transcripció del compositor.

### Piano
- Cinc poemes per a piano opus 7 1882[25]
- 7 peces per a piano opus 8 1884[26]
- Feuille d'album opus 29 1898[27]
- Grande sonate sérieuse pour le piano [Fa menor], Sonata per a piano opus 14 1885[28]
- Miniatura[29]
- Suite per a piano [Re menor][30]
- Tres peces de fantasia per a piano opus 30 1898[31]
- Valse élégiaque 1892?[32]

### Orgue
- Meditació[33]

### Quartet de cordes
- Qvartett [Fa major][34]
- Quartet de corda en Mi menor opus 17[35]

### Altres obres per a cordes
- Var det en dröm?, originalment per a veu i piano. Arranjament per a cordes amb violí obligat[36]